# DanceLife
A DanceLife egy 2007-es táncos produkció, TV-s valóságshow, aminek alkotója és producere a híres amerikai énekesnő és színésznő, Jennifer Lopez. A sorozat 6 tehetséges táncos mindennapjait mutatja be, küzdelmüket az amerikai profi táncos céljuk megvalósításához, a reménnyel és szerencsével teli, csillogó Hollywoodban.
A DanceLife 2007. január 15-én debütált az amerikai közönség előtt, Európában az MTV csak március 5-étől sugározza. A sorozatban feltűnnek olyan hírességek vendégszereplőként, mint Nelly Furtado, Mary J. Blige, Omarion, Ashlee Simpson és a Pussycat Dolls.
A főcímdalt a Young Love nevű formáció énekli, a "Find A New Way".

## A Szereplők
Blake McGrathegy kanadai fiatalember, aki harmadik helyezést ért el a So You Think You Can Dance versenyen, amit az első évadban láthatunk. Többek között Madonnával dolgozott már, de szerepet kapott a Rent című produkcióban, valamint reklámokban: a GAP és az iPod-éban.
Staci Floodegy modell és táncos, akit olyan zenészek klipjeiben láthatunk, mint: Justin Timberlake (Rock Your Body), Britney Spears, Christina Aguilera vagy Pink. 2007 februárjában a MAXIM férfimagazinban Ő lett Ms Február.
Michelle "Jersey" Maniscalcoa főként balett és aerobic műfalban otthon levő táncosnőt már láthattuk Wade Robson táncos-tehetségkutató műsorában, ahol 3. lett.
Kenny Wormaldaz egyébként bostoni baseball játékos is nagymenőnek tudhatja magát a "szakmában". Ő például Madonna, Nelly Furtado (Say It Right, Promiscuous), Prince, Mariah Carey klipjeiben csillogtatta meg tehetségét.
Nolan Padillamiután magát képezve, hogy hogyan tud Janet Jackson videókra táncolni a sötét kilátásokkal teli srác Los Angelesbe költözik, kocsi, pénz nélkül, Wyoming-ból.
Celestina Aladekobaa semmilyen táncképzést sosem tanult gyönyörű nigériai hölgy, Princeegyik videójában bizonyította már tehetségét.

## Évadok és epizódok

### Első Évad
- 1. rész - "Auditions" (Meghallgatások)
- 2. rész - "Scraping By" (Blake DVD-s Partija)
- 3. rész - "New York Minute"
- 4. rész - "Balancing Act"
- 5. rész - "Waiting on Love"
- 6. rész - "Making the Video"
- 7. rész - "Double Booked"
- 8. rész - "The Last Dance (Évadzáró rész)"

### Második Évad
Az MTV már bejelentette, hogy a második évadot 2007 végére/2008 elejére tervezik debütáltatni. Ugyanakkor az MTV állítólag új szereplőket is keres az új évadhoz.